# Tupolev Tu-204
O Tupolev Tu-204 é uma aeronave bi-motora de médio alcance, capaz de transportar 210 passageiros, projetada pela Tupolev e produzida pela Aviastar SP e pela Kazan Aircraft Production Association. Voou pela primeira vez em 1989, é considerada um ótimo concorrente para o Boeing 757 e tem performance e eficiência de combustível competitivas em sua classe. Foi desenvolvido como uma substituição aos tri-jatos Tupolev Tu-154 da Aeroflot. A versão mais recente, o Tu-204SM, incorpora melhorias significativas, tendo realizado seu voo de lançamento em 29 de Dezembro de 2010.

## Design e Desenvolvimento

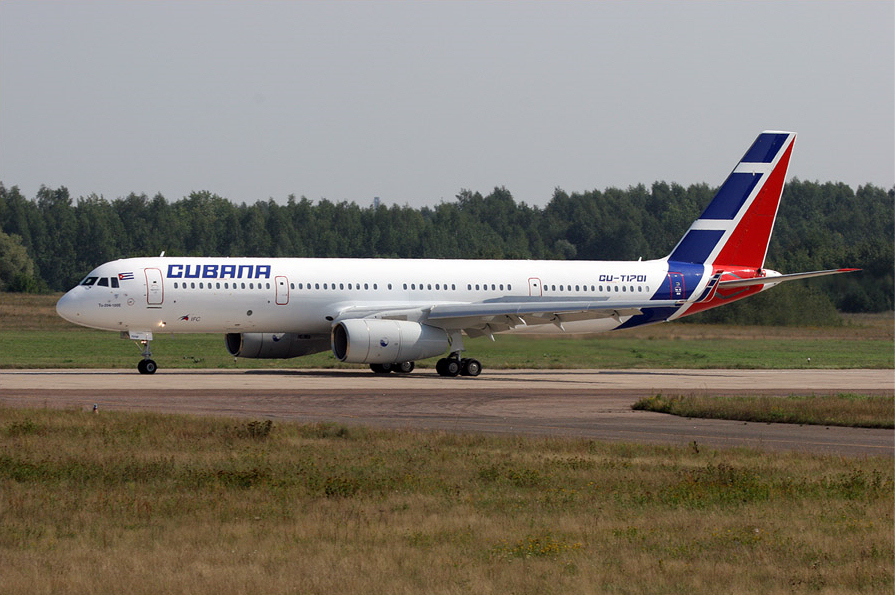
Um Tu-204-100E da Cubana, Agosto de 2007

O Tu-204 foi projetado como uma família de aeronaves incorporando versões para passageiros, carga, combi (carga e passageiros) e quick-change. São duas as opções de motorização: Aviadvigatel PS-90 ou Rolls-Royce RB211. O Tu-204 é produzido em duas das maiores plantas de construção de aeronaves Russas em Ulyanovsk (Tu-204) e Kazan (Tu-214).
A cabine de passageiros do Tu-204 é disponível em vários layouts, incluindo a linha de base de classe única para 210 passageiros e uma versão de dois ou três classes projetadas para 164 a 193 passageiros. Uma versão cargueira do Tu-204 vem sendo operada com sucesso por muitas empresas aéreas na Europa e no Egito.

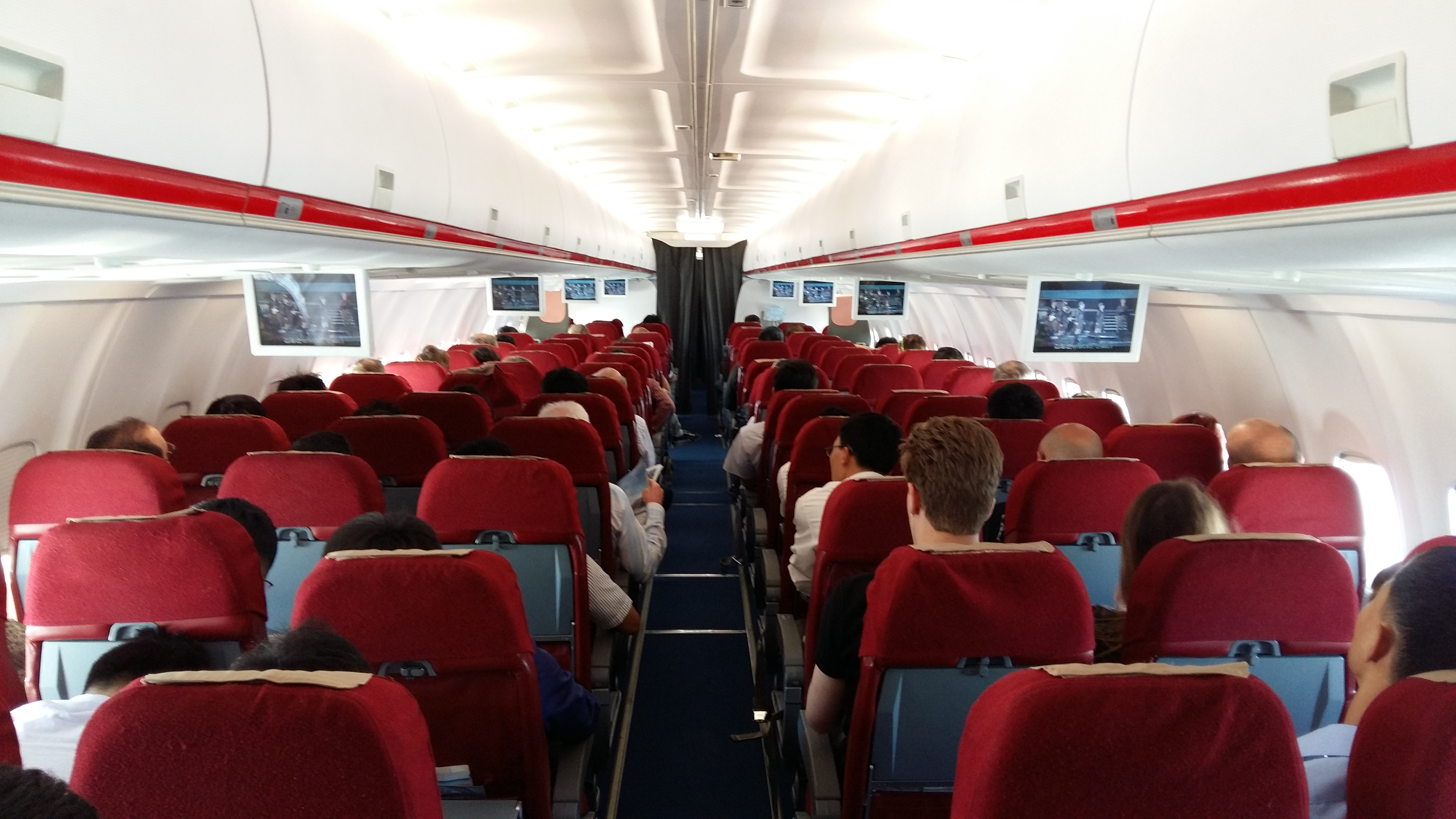
Interior de um Tupolev Tu-204.

A cabine de ambas classes, tanto da econômica como da executiva, possuem uma composição de 3-3 e 3-2 assentos, respectivamente. A cabine da classe executiva tem uma distância entre assentos de 810mm. A cabine de passageiros pode ser divida em compartimentos de acordo com a classe com divisórias e cortinas removíveis. Os compartimentos são iluminados por luz refletida, por algumas lâmpadas escondidas localizadas acima e abaixo do bagageiro, criando uma iluminação uniforme e confortável. Os bagageiros são fechados. O volume de bagagem por passageiro disponível é 0,052m³.
Em 1994, foi emitido o primeiro certificado para o Tu-204 (com motores PS-90A). Certificados emitidos posteriormente aumentaram as condições operacionais e melhoraram o desempenho geral da aeronave. A versão Tu-204-120, certificada com motores Rolls-Royce RB211-535E4, obedece à regulação de ruído descrita no Capítulo 3 do Suplemento 16 da ICAO, consequentemente cumprindo todos os requerimentos atuais da Europa e da ICAO. Está atualmente em processo de certificação pela JAA. Além disso, a versão Tu-204-100, certificado com motores PS-90A, obedece à regulação de ruído descrita no Capítulo 4 do Suplemento 16 da ICAO, sendo este mais silencioso. A aeronave foi certificada nos padrões Russos AP-25 (compatíveis com a FAR-25 ou JAR-25).

### Tecnologia

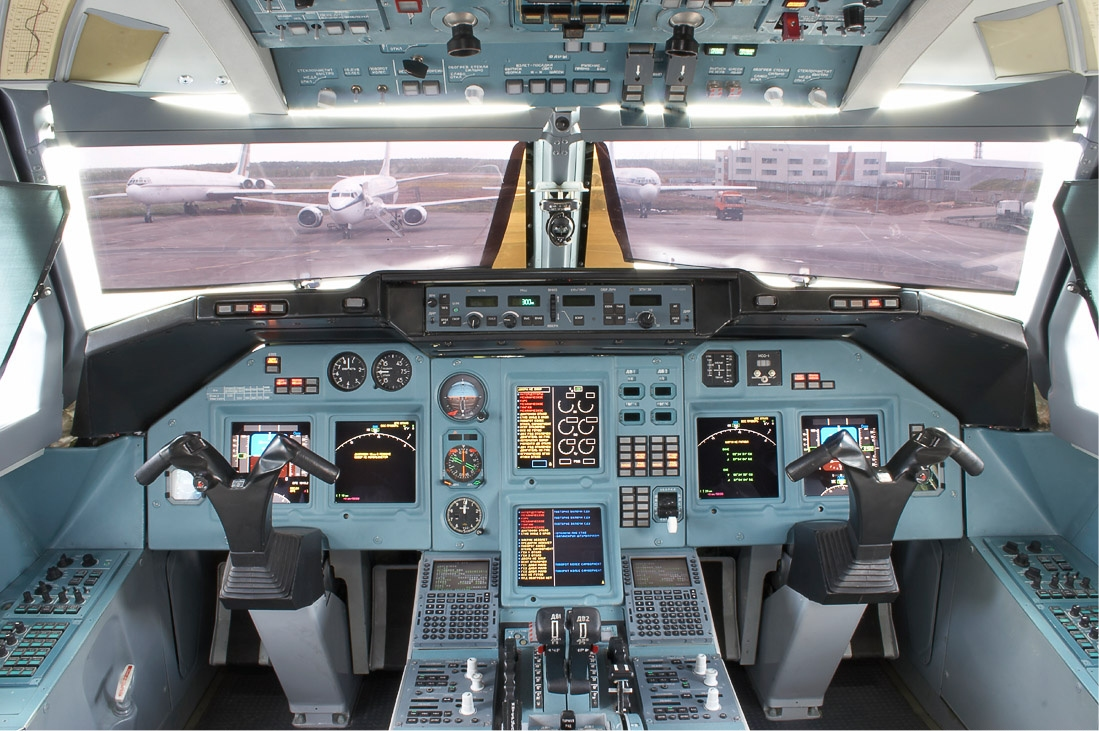
Painel de instrumentos de um Tu-214

O Tu-204 é parte de uma nova geração de aeronaves russas, além de outros projetos recentes, como o Ilyushin Il-96. O Tu-204 apresenta muitas inovações tecnológicas, como Fly-by-wire, glass cockpit e asas de perfil super crítico com winglets, além de aviônicos russos e estrangeiros.

## Versões

### Tu-204/204C
O Tu-204 é o modelo básico de passageiro para empresas aéreas, e o Tu-204C é o modelo de carga básico. Os modelos mais utilizados são o -100C e o -120C.

### Tu-204-100/200

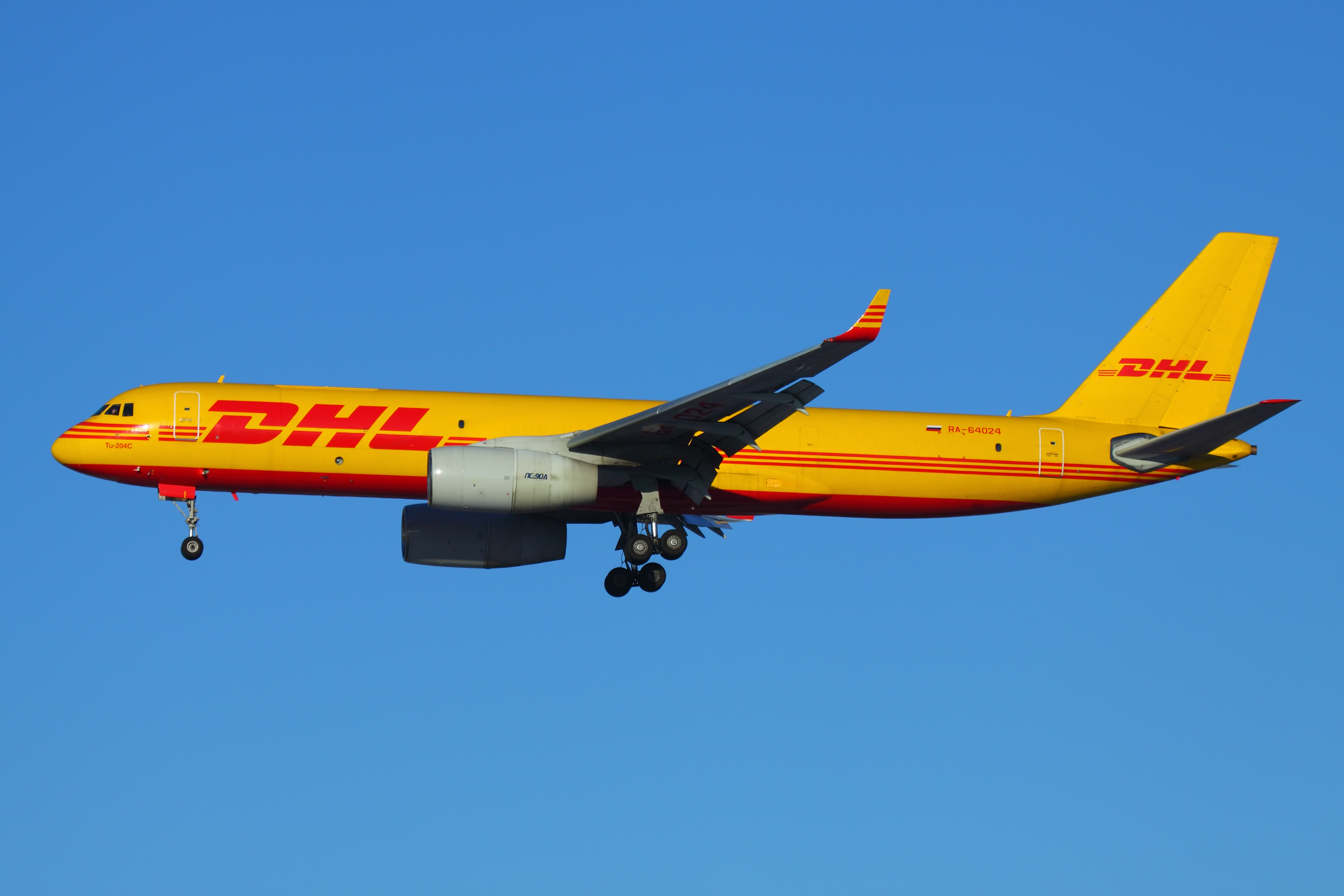
Um Tupolev Tu-204C operado pela DHL no Aeroporto Internacional Sheremetyevo em Moscou, Rússia.

Certificado em Janeiro de 1995, esta versão inicial é motorizada pelos Turbofan Soloviev (agora Aviadvigatel) PS90 com 35.300 lbf de empuxo, e utiliza aviônicos e motores russos. O Tu-204-200, é uma versão mais pesada, com maior capacidade de combustível e maior alcance. Apenas um foi construído pela Aviastar-SP em Ulyanovsk mas não foi ainda entregue (RA-64036). Agora, esta versão é apenas produzida pela KAPO em Kazan, comercializado pelo nome Tu-214. O Tu-204-100C e o Tu-204-200C são versões cargueiras dos modelos -100 e -200 respectivamente, dotados de uma porta principal na lateral esquerda à frente da aeronave. Atualmente, o Tu-204-100/200 é oferecido com a opção de outro Turbofan, o Aviadvigatel PS90A2, que promete 40% mais operações entre as revisões (overhaul).
O peso máximo de decolagem (MTOW) do Tu-204-100 é 107,5 toneladas, e seu alcance com 196 passageiros em uma configuração de duas classes é 6.000km.

### Tu-204-120/220/120C/220C
Para ampliar o mercado do produto, o Tu-204-120/220 oferece aviônicos e motores estrangeiros. É motorizado por dois Rolls-Royce RB211-535, cada um com a potência de 43.100 lbf. A Egypt's Cairo Aviation se tornou a primeira operadora deste modelo em Novembro de 1998, quando fez o pedido de um Tu-204-120 em sua versão cargueira, o Tu-204-120C. O Tu-204-220 e a versão cargueira Tu-204-220C, são versões com maior peso total em relação ao Tu-204-120 básico.
O Tu-204-120 tem um peso máximo de decolagem (MTOW) de 103 toneladas e um alcance de 4.600km com 196 passageiros em uma configuração de duas classes.

### Tu-204-300
Uma versão mais curta, de menor alcance, porém mais eficiente derivado do Tu-204, o Tu-204-300 também ficou conhecido como Tu-234. Cerca de seis metros mais curto que o Tu-204 básico, esta versão está disponível em duas versões: a versão de maior alcance e mais pesada, motorizada com motores Aviadvigatel PS90-A2, tem um peso máximo de decolagem de 107,5 toneladas, com capacidade para 166 passageiros e um alcance aumentado para 9.300km; e a versão mais leve, com menor alcance e um peso máximo de decolagem de 89 toneladas, com um alcance de 3.500km e capacidade para 166 passageiros. A empresa Russa Vladivostok Air foi o primeiro cliente deste modelo. As aeronaves desta companhia estão configuradas em um modelo para duas classes, levando até 142 pessoas. A média de horas voadas em um período de 24 horas é de 9 horas e 35 minutos, para o ano de 2009. É também operada pela Air Koryo, que atualmente opera um Tu-204-300 e tem um pedido adicional com opção para substituir cinco Тu-154 e quatro Il-62M. O Tu-204 opera nas linhas entre Pyongyang-Beijing, Bangkok, Vladivostok, Shenyang e Kuala Lumpur.

### Tu-204-500
Esta é uma versão do Tu-204-300 otimizado para rotas mais curtas, possuindo asas menores e uma velocidade de cruzeiro aumentada (para Mach 0.84), o que o torna competidor para o Boeing 737 Next Generation. É certificado para ETOPS e possui um APU Honeywell 331-200ER.

### Tu-206
Esta versão foi produzida como versão de teste para combustíveis alternativos, voando com Gás natural liquefeito.

### Tu-214
O Tu-214 também é uma variação do Tu-204. É tecnicamente um Tu-204-200, com uma das diferenças sendo o fato de ser construída em uma fábrica diferente. As aeronaves designadas Tu-204 são produzidas em Ulyanovsk pela Aviastar-SP; O Tu-214 é produzido em Kazan pela Kazan Aircraft Production Association (KAPO). Ambas as fábricas são independentes de seu projetista, a Tupolev, e possuem algum controle sobre o projeto da versão que produzem.
A principal diferença é a uma porta principal no lado esquerdo da fuselagem pouco antes da asa. O Tu-204 possui duas portas principais e duas portas de emergência; o Tu-214 possui três portas principais e uma porta de emergência.
Em 2010, um total de 10 Tupolev Tu-214 estão operando em empresas aéreas. Os operadores do Tu-214 são: Rossiya (5), Transaero (3) e Airstars (2). A Transaero tem um pedido adicional de 7 aeronaves deste modelo.

#### Tu-214ON
Versão de observação do Tu-204-200 equipado para missões de Tratado em Céus Abertos. O Ministério da Defesa Russo possui dois pedidos de aeronaves deste tipo, com entregas prevista para 2012 e 2013.

#### Tu-214PU
Versão de Posto de Comando Aéreo. Duas aeronaves operadas para o Ministério da Defesa Russo.

#### Tu-214SR
Versão para retransmissão de comunicações. Dois operados pela GTK Rossiya para o Governo Russo, com mais três planejados.

#### Tu-214SUS
Versão para retransmissão de comunicações para o Ministério da Defesa Russo. Dois pedidos firmes, com entregas planejadas para o final de 2012.

### Tu-204SM
O Tu-204SM é uma aeronave de médio alcance, com capacidade para 210 passageiros ou 174 em configuração para duas classes. O objetivo deste modelo é o mercado de empresas low-cost.  Esta aeronave foi atualizada para obedecer a futuros e relevantes requerimentos de segurança Russos/Internacionais, incluindo os novos padrões da ICAO e Eurocontrol, incluindo todos os parâmetros ambientais e níveis de emissão de ruídos e gases.
O Tu-204SM terá uma fuselagem compacta. Entretanto, esta aeronave apresentará muitas similaridades aerodinâmicas e de design em relação ao Tu-204-100/100E/100V. O sistema de navegação de voo e aviônicos da aeronave, permitirão uma tripulação de apenas dois pilotos.

## Especificações
|                        | 204-100                                                     | 204-120                                                     | 214                                            | 204-300                                        | 204SM                                                       |
| ---------------------- | ----------------------------------------------------------- | ----------------------------------------------------------- | ---------------------------------------------- | ---------------------------------------------- | ----------------------------------------------------------- |
| Tripulação             | Três                                                        | Três                                                        | Três                                           | Três                                           | Dois                                                        |
| Assentos               | 190 (1 classe, padrão) 172 (2 classes, padrão) 210 (máximo) | 190 (1 classe, padrão) 172 (2 classes, padrão) 210 (máximo) | 210 (1 classe, padrão) 180 (2 classes, padrão) | 156 (1 classe, padrão) 142 (2 classes, padrão) | 194 (1 classe, padrão) 176 (2 classes, padrão) 215 (máximo) |
| Comprimento            | 46,14 m (151 ft)                                            | 46,14 m (151 ft)                                            | 46,14 m (151 ft)                               | 40,19 m (132 ft)                               | 46,14 m (151 ft)                                            |
| Envergadura            | 41,8 m (137 ft)                                             | 41,8 m (137 ft)                                             | 41,8 m (137 ft)                                | 41,8 m (137 ft)                                | 41,8 m (137 ft)                                             |
| Área das asas          | 184,2 m² (1 980 ft²)                                        | 184,2 m² (1 980 ft²)                                        | 184,2 m² (1 980 ft²)                           | 184,2 m² (1 980 ft²)                           | 184,2 m² (1 980 ft²)                                        |
| Altura                 | 13,9 m (45,6 ft)                                            | 13,9 m (45,6 ft)                                            | 13,9 m (45,6 ft)                               | 13,9 m (45,6 ft)                               | 13,9 m (45,6 ft)                                            |
| Peso máx. de decolagem | 105 000 kg (231 000 lb)                                     | 103 000 kg (227 000 lb)                                     | 110 750 kg (244 000 lb)                        | 107 000 kg (236 000 lb)                        | 108 000 kg (238 000 lb)                                     |
| Carga útil             | 21 000 kg (46 300 lb)                                       | 21 000 kg (46 300 lb)                                       | 25 200 kg (55 600 lb)                          | 18 000 kg (39 700 lb)                          | 23 000 kg (50 700 lb)                                       |
| Teto de serviço        | 12 100 m (39 700 ft)                                        | 12 100 m (39 700 ft)                                        | 12 100 m (39 700 ft)                           | 12 100 m (39 700 ft)                           | 12 200 m (40 000 ft)                                        |
| Velocidade de cruzeiro | 810 km/h (437 kn) a 850 km/h (459 kn)                       | 810 km/h (437 kn) a 850 km/h (459 kn)                       | 810 km/h (437 kn) a 850 km/h (459 kn)          | 810 km/h (437 kn) a 850 km/h (459 kn)          | 810 km/h (437 kn) a 850 km/h (459 kn)                       |
| Velocidade máx.        | 900 km/h (486 kn)                                           | 900 km/h (486 kn)                                           | 900 km/h (486 kn)                              | 900 km/h (486 kn)                              | 900 km/h (486 kn)                                           |
| Alcance (MTOW)         | 4 300 km (2 670 mi)                                         | 4 100 km (2 550 mi)                                         | 4 340 km (2 700 mi)                            | 5 800 km (3 600 mi)                            | 4 200 km (2 610 mi)                                         |
| Motores (x2)           | Aviadvigatel PS-90A                                         | Rolls-Royce RB211-535E4                                     | Aviadvigatel PS-90A                            | Aviadvigatel PS-90A                            | Aviadvigatel PS-90A2                                        |
| Empuxo máx. (x2)       | 16 000 kgf (157 000 N)                                      | 19 000 kgf (186 000 N)                                      | 16 140 kgf (158 000 N)                         | 16 140 kgf (158 000 N)                         | 17 500 kgf (172 000 N)                                      |
| Fontes                 | United Aircraft Corporation, Tupolev e 204SM                | United Aircraft Corporation, Tupolev e 204SM                | United Aircraft Corporation, Tupolev e 204SM   | United Aircraft Corporation, Tupolev e 204SM   | United Aircraft Corporation, Tupolev e 204SM                |